# Maria Zeiller-Uchatius
Maria Zeiller-Uchatius (* 9. März 1882 als Maria von Uchatius in Wien; † 8. September 1958 in Innsbruck) war eine österreichische Malerin, Grafikerin und Kunstgewerblerin. Ab 1920 hatte sie eine Professur an der Staatsgewerbeschule Innsbruck inne.

## Leben

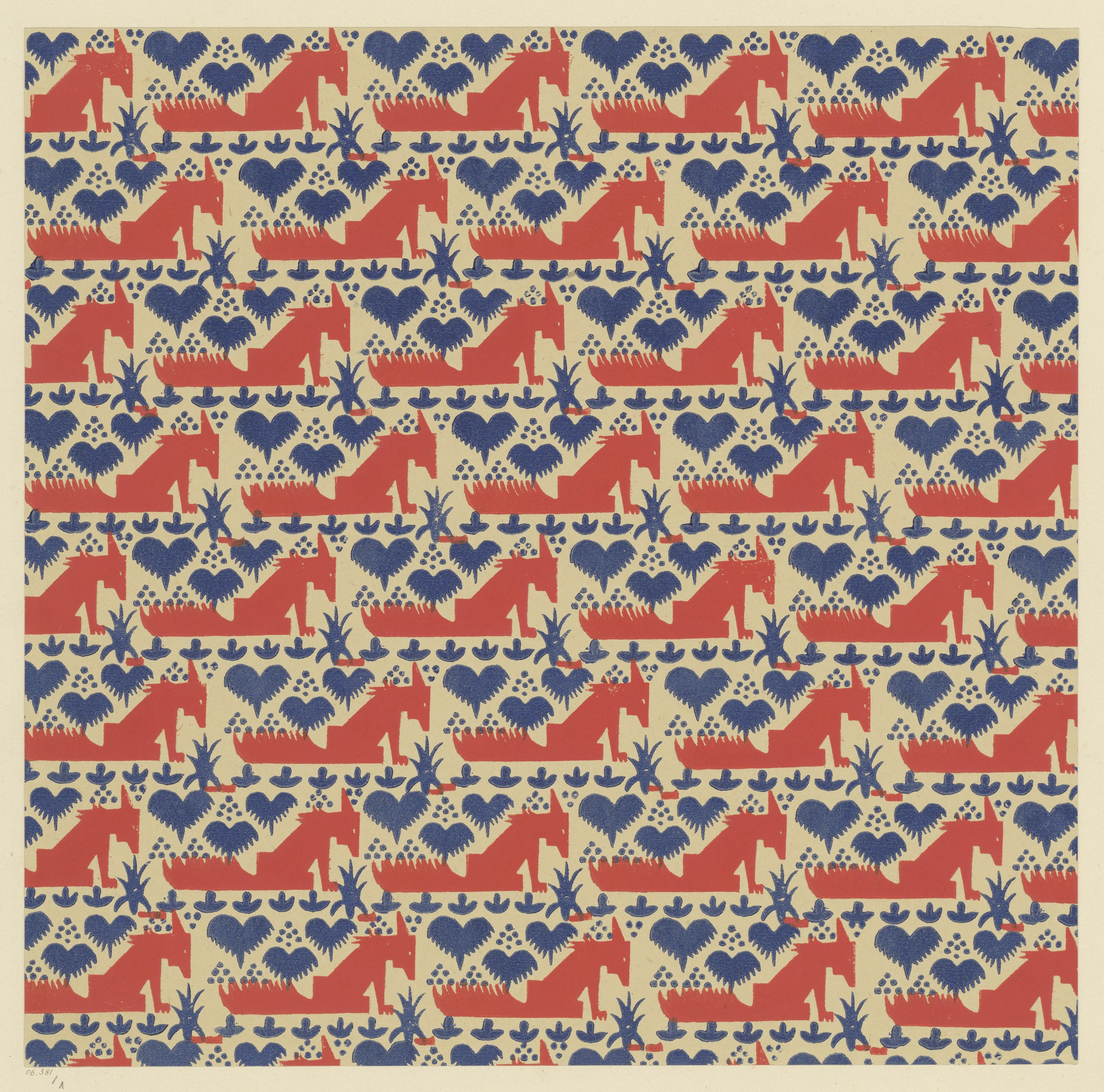
Buntpapier (Füchse)

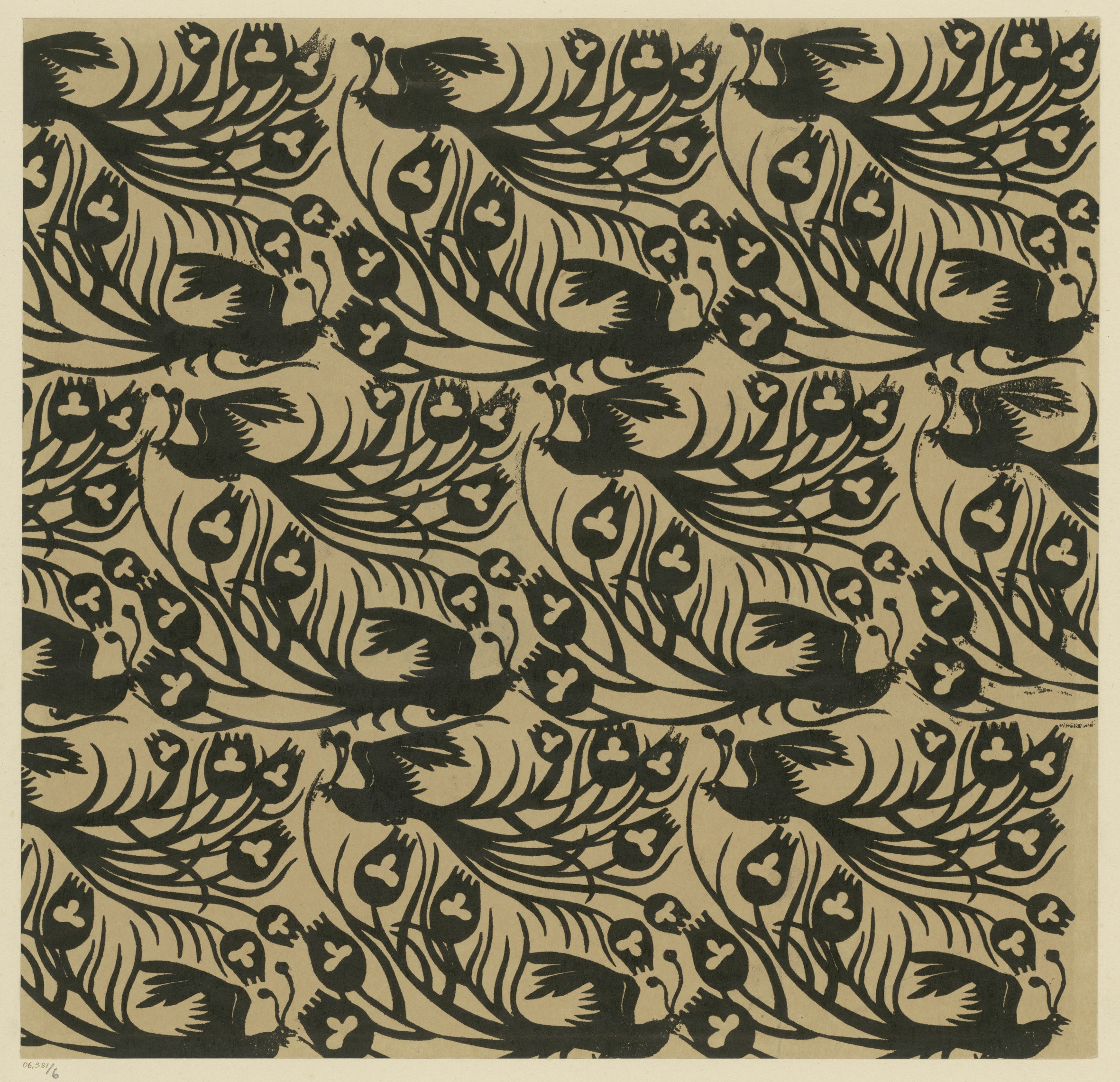
Buntpapier (Vögel)

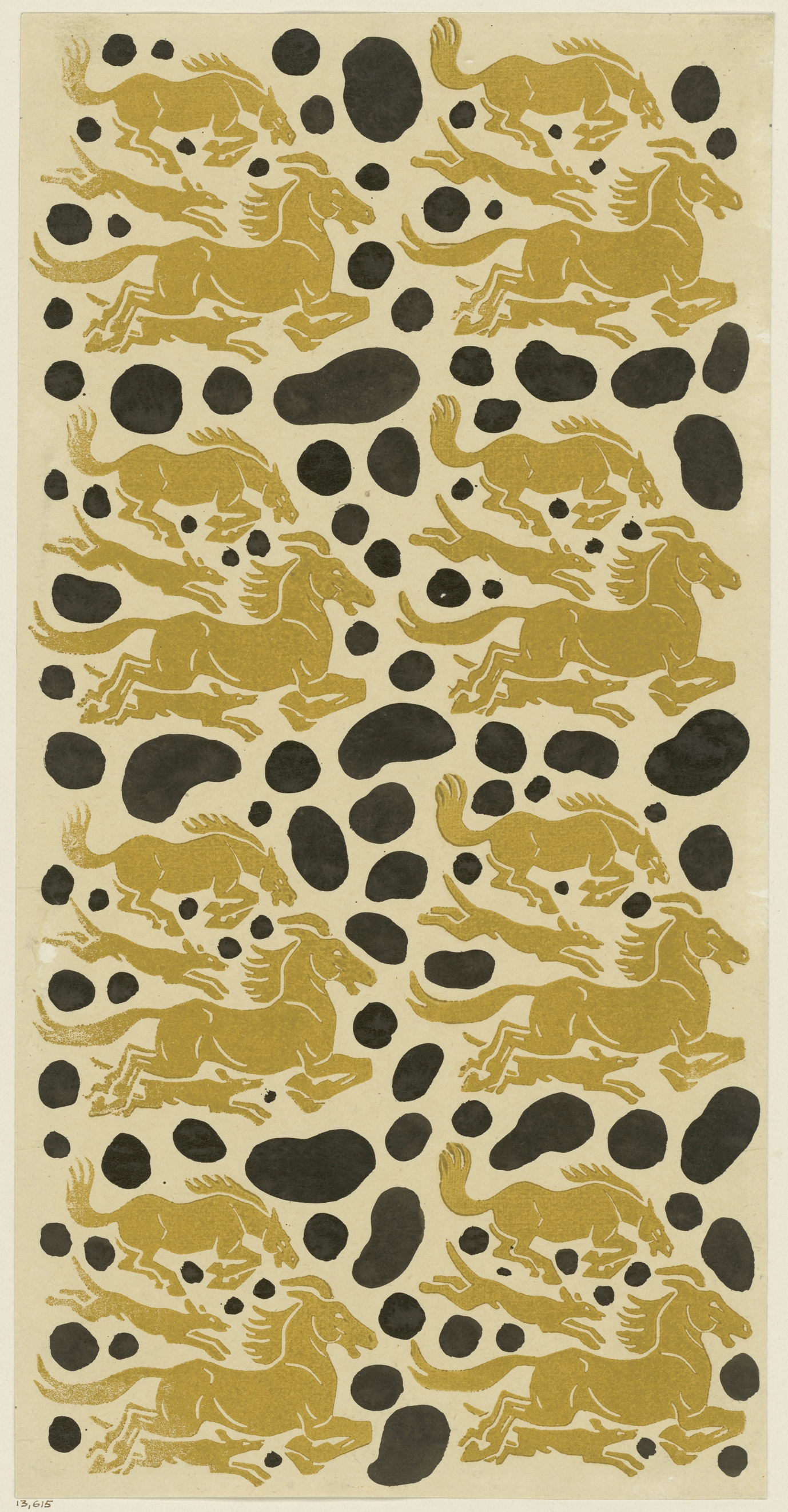
Buntpapier (Pferde und Hunde)

„Mitzi“ oder „Mizzi“ von Uchatius war die Tochter von Carl Josef Ritter von Uchatius. Sie studierte nach dem Besuch der Zeichenschule des Wiener Frauen-Erwerb-Vereins ab dem Jahr 1900 an der Kunstgewerbeschule Wien bei Felician Myrbach, Friedrich Linke, Rudolf von Larisch und Carl Otto Czeschka und machte 1906 ihren Abschluss. Sie heiratete am 19. August 1909 in Dietenheim bei Bruneck den Bildhauer und Holzschnitzer Ottmar Zeiller (auch Ottomar Zeiller, 1868–1921). 1910 wurde die Tochter Johanna geboren. Damals wohnte die Familie in der Poltenhütte. Um die Wohnverhältnisse zu verbessern zog man 1911 in den Oberen Hohlerhof in Heiligkreuz bei Hall. Von hier gab es auch eine bessere Verkehrsanbindung. Für künstlerisches Wirken sowie die Tierhaltung (Enten, Hasen, Ziegen, ein Pony) gab es mehr Platz. 1911 wurde die Tochter Brigitta und 1912 der Sohn Ivo (Geistlicher und Schriftsteller, † 1942) geboren. Das Ehepaar trennte sich 1919 und ließ sich 1920 scheiden. Brigitta wurde Fotografin und pflegte ihre Mutter später nach Schlaganfällen. Zeiller-Uchatius wohnte zuletzt in Solbad Hall (Reimmichlstraße 1), sie starb mit 76 Jahren im LKH Innsbruck.

## Werk
Die Arbeiten von Maria Zeiller-Uchatius waren von ihrer Ausbildung in Wien, von der Wiener Secession und vom Japonismus beeinflusst. Noch während des Studiums illustrierte sie 1904 die Zeitschrift „Der liebe Augustin“ (Hefte 9 und 11). Sie entwarf Spielzeug und Dekor-Papiere, die ab 1906 in der Fachpresse veröffentlicht wurden. Im Jahr 1906 fertigte sie Entwürfe für Holzspielzeug in Form von Tierfiguren für den Verlag Coubil in Paris. Anschließend unternahm sie Studienreisen nach Paris und New York und war kurze Zeit im Lehrmittelbureau für gewerbliche Unterrichtsanstalten tätig. Ab Januar 1909 unterrichtete sie an der 1872 gegründeten, ab 1907 in Wolkenstein ansässigen, Kunst- und Schnitzschule Sankt Ulrich im Grödnertal. Dort lernte sie Ottmar Zeiller kennen. Mit ihm gemeinsam stellte sie Holzspielzeug her, dass auch nach London exportiert wurde. Ab 1910 lehrte sie als Vertragslehrerin für Malen und Zeichnen, ab 1920 bis zur Pensionierung 1934 als Professorin an der Staatsgewerbeschule Innsbruck. Sie leitete den offenen Zeichensaal und verschiedene Kunstfächer.

## Arbeiten (Auswahl)
- Decke für eine Zeitschrift, 1902[7]
- Holzschnitt[8]
- Karpfen, Tuschezeichnung, um 1903.[9]
- Käfer, Tuschezeichnung, aquarelliert[9]
- drei Glas-Schalen, um 1903[10]
- Studien von Mizzi von Uchatius, 1904[11]
- Studien von Mizzi von Uchatius, 1904[12]
- Holzschnitt, 1904[13]
- Spielzeug-Pferdewagen aus Holz, vor 1905[14]
- Spielzeug-Bauerhof aus Holz, vor 1905[15]
- Bauerndorf aus Holz, vor 1905[16]
- Spielzeug-Tiere aus Holz, vor 1905[17]
- Buntpapier, 1905[18]
- Vorsatzpapier (Handdruck), 1905[19]
- Vorsatzpapier (Handdruck), 1905[20]
- Vorsatzpapier (Handdruck), 1905[21]
- Vorsatzpapier (Handdruck), 1905[22]
- Buntpapier, 1905[23]
- Plakat „Fattinger Hundekuchen“, vor 1906[24]
- Malerei auf Pergament, vor 1907[25]
- Vorsatzpapier (Handdruck), undatiert[26]
- Vorsatzpapier (Handdruck), undatiert[27]
- Vorsatzpapier (Handdruck), undatiert[28]
- Buntpapier, undatiert[29]
- Illustration Am Bergquell, 1924[30]
- Illustration: Was Tiere erleben. Bilder aus der heimatlichen Tierwelt, 1925[31]
- Wiesel, undatiert[32]

## Ausstellungen (Auswahl)
- 1905/06: Hausindustrie-Ausstellung im Österreichischen Museum für Kunst und Industrie, Wien[14]
- 1908: Kunstschau, Wien

Posthum
- 6. Juli 2016 bis 3. Oktober 2016: Kunst für alle. Der Farbholzschnitt in Wien um 1900, Schirn Kunsthalle Frankfurt
- 9. Oktober 2018 bis zum 20. Jänner 2019: Faszination Japan, Monet • Van Gogh • Klimt, Kunstforum[33]
- 25. Jänner 2019 bis 19. Mai 2019: Stadt der Frauen. Künstlerinnen in Wien 1900–1938, Unteres Belvedere, Wien
- 27. März 2021 bis 25. Juli 2021: Klimt und Freunde, Diverse (Schweiz), Historisches und Völkerkundemuseum St. Gallen
- 4. Mai bis 30. Juli 2022: Schule Oberhuber – eine Sammlung als Programm, Universitätsgalerie der Angewandten im Heiligenkreuzerhof[34]